# Vrbica (Ilirska Bistrica, Slovenija)
Vrbica je naselje u slovenskoj Općini Ilirskoj Bistrici. Vrbica se nalazi u pokrajini Notranjskoj i statističkoj regiji Notranjsko-kraškoj. 

## Stanovništvo
Prema popisu stanovništva iz 2002. godine naselje je imalo 145 stanovnika.